# Cercle de Petrachevski

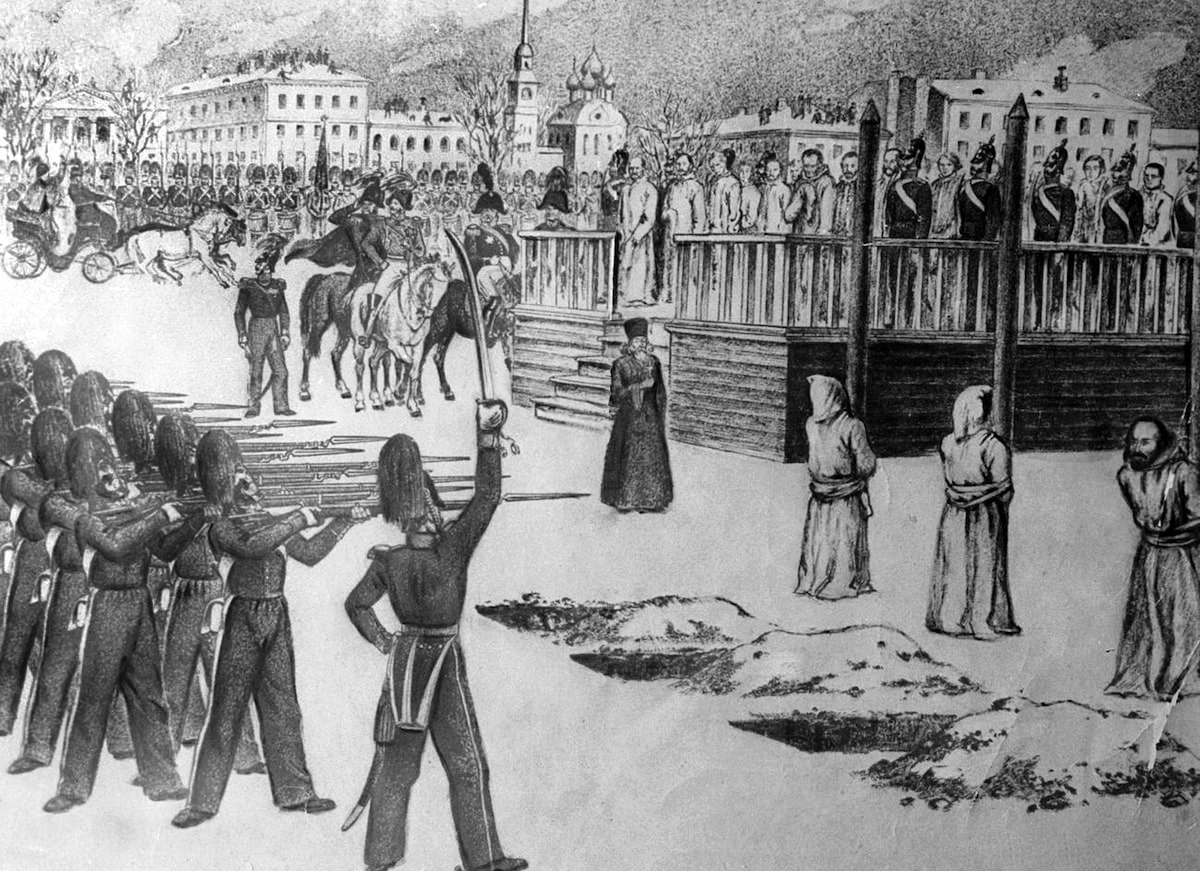
Le dessin de B. Pokrovsky. "Rituel d'exécution simulée sur la place Semionov".

Le Cercle de Petrachevski est un cercle d'intellectuels (Петраше́вцы) qui se réunit à Saint-Pétersbourg de 1844 à 1849.

## Organisation
Fondé en 1844, le cercle porte le nom de son fondateur, Mikhaïl Petrachevski, disciple de Charles Fourier, et est considéré comme un des premiers cercles socialistes de l'Empire russe. Petrachevki  voulait « se placer à la tête du mouvement intellectuel du peuple russe ».
De 1845 à 1849, le cercle se réunit le vendredi dans l'appartement pétersbourgeois de Petrachevski. Les sujets abordés sont littéraires, philosophiques et politiques. Les participants sont d'origines sociales très diverses. D'opinions tout aussi variées, ils sont néanmoins unis par des idéaux progressistes : opposition à l'autocratie, abolition du servage en Russie, etc.
Après l'insurrection décabriste de 1825, le règne de l'empereur Nicolas Ier est très répressif : toute contestation est interdite et sévèrement sanctionnée. Le cercle fait l'objet d'une surveillance policière dirigé par Ivan Liprandi. C'est ainsi qu'au printemps 1849, les membres du cercle sont arrêtés par les autorités.
Le procès implique une centaine de personnes ; vingt et une sont condamnées à mort, dont Dostoïevski. Les condamnés sont graciés in extremis après un simulacre d'exécution, et leur peine commuée en travaux forcés en Sibérie.
La dernière réunion du cercle a lieu le vendredi 22 avril 1849. Dostoïevski est arrêté le samedi 23 avril.

## Membres
Selon Franco Venturi, les membres du cercles de Petrachevski appartiennent à un milieu moins aisé, moins cosmopolite et avec moins de contact avec l'étranger que la haute société de Saint-Pétersbourg. Ils sont majoritairement des nobles, mais ils sont aussi des fonctionnaires et certains sont sans fortune.

### Dostoïevski
Le plus célèbre des membres du cercle de Petrachevski est Fiodor Dostoïevski, qui participe aux réunions de 1846 à 1849. 
Dans sa biographie consacré à l'écrivain russe, Leonid Grossman relate les circonstances assez cocasses de la première rencontre de Petrachevski et de Dostoïevski au printemps 1846. En effet, Petrachevski, croisant inopinément l'écrivain débutant sur la perspective Nevski, lui demanda de but en blanc quel serait le titre de son prochain roman.
En avril 1849, Dostoïevski y lit la fameuse lettre de Vissarion Belinski adressée à Nicolas Gogol du 15 juillet 1847, dans laquelle le critique et philosophe dénonce avec virulence le virage conservateur de Gogol dans « Lettre à un propriétaire foncier » parue dans Passages choisis d'une correspondance avec des amis.
Les rencontres que l'écrivain fait chez Petrachevski, ainsi que les persécutions subies lors de son arrestation ont profondément marqué son œuvre. Le simulacre d'exécution y est ainsi fréquemment évoqué, par exemple dans le roman L'Idiot.
Fiodor Dostoïevski est arrêté le 23 avril 1849 et détenu au ravelin Alexis (cellule no 9) de la forteresse Pierre-et-Paul. Dans le cadre de la même affaire, son frère Mikhaïl est arrêté dans la nuit du 5 au 6 mai ; il est libéré le 24 mai 1849. Fiodor est condamné à mort le 19 décembre (comme vingt autres accusés) et sa peine commuée, alors qu'il est déjà devant le peloton d'exécution, sur le point d'être fusillé, en quatre années de bagne le 22 décembre 1849. Conformément à la tradition, une commission demande la grâce des condamnés (principalement en raison de leur jeune âge). Nicolas Ier accepte et adoucit plusieurs des peines prononcées. Néanmoins, Dostoïevski, qui semble avoir tenté de minimiser les faits, est considéré comme « l'un des plus dangereux conjuré ». La peine de mort commuée, les condamnés sont ramenés à la prison. Deux jours plus tard, les bagnards partent pour la Sibérie.
Le 22 décembre, Fiodor, qui pense alors partir pour Orenbourg, adresse une lettre d'adieu à son frère Mikhaïl et lui raconte sa tragique journée. En réalité, une ultime et brève rencontre avec son frère ainé, le soir même du départ, sera organisée. Finalement, Dostoïevski est déporté à Omsk, via Tobolsk, où l'écrivain rencontre quelques femmes de décabristes. Il ressort du bagne le 23 janvier 1854.

### Saltykov-Chtchedrine
L'écrivain satiriste Mikhaïl Saltykov-Chtchedrine fait brièvement partie du cercle de Petrachevski. Il laissera une description désabusée des membres du cercle.
Selon l'écrivain, le groupe était composé « de petits monstres moraux... faits de contradictions » qui « avaient appris à lire sans savoir l'alphabet, à marcher sans savoir se tenir debout », tentés par le despotisme. Les membres « ont des désirs sans les moyens de les réaliser, c'est pourquoi ils construisaient des utopies sans savoir comment ils y conduiraient les gens ».

### Autres
D'autres membres du cercle se sont illustrés dans la littérature, comme Alexeï Plechtcheïev, Sergueï Dourov, Alexandre Palm, Pavel Filippov, Nikolaï Spechnev. Le cercle compte aussi le géographe Piotr Semionov-Tian-Chanski, l'économiste Ivan-Ferdinand Lvovitch Iastrjembski, etc.

## Postérité
L'activité du cercle est brutalement interrompue au printemps 1849 et ses membres condamnés à de longues années de bagne.  Mais il semble que des dissensions se soient fait jour avant l'intervention policière. Le cercle n'a donc pas de successeur direct.
Cependant, après avoir purgé leur peine, ses membres ont cru voir des effets de leurs réflexions sur les discussions des socialistes des années 1860 ou 1870. Selon Dostoïevski, « les socialistes dérivaient des petrachevtsy. Ceux-ci avaient semé beaucoup de graines. » D'autres membres partagent une impression analogue. Ainsi D. D. Achtchmourov : « Notre petit groupe portait en lui la semence de toutes les réformes des années 1860. »
Pourtant, les contemporains ont une vision beaucoup moins positive du cercle de Petrachevski. D'abord, il est âprement critiqué par les milieux slavophiles moscovites. Même des socialistes comme Alexandre Herzen, Nicolas Ogarev ou Mikhaïl Bakounine, qui rencontra des petrachtsy en Sibérie, y détectent un caractère morbide.
Le cercle n'a eu aucune écho en Occident, mais il a commencé à essaimer à Reval et Moscou.